# The Double 0 Kid
The Double 0 Kid é um filme estadunidense dirigido por Duncan McLachlan em 1992.

## Elenco
- Corey Haim - Lance Elliot
- Nicole Eggert - Melinda
- Brigitte Nielsen - Rhonda
- Wallace Shawn - Cashpot
- John Rhys-Davies - Rudi Von Kseenbaum

## Sipnose
Lance Elliot é um jovem fanático por videogame e resolve fazer uma entrega a um milionário. Porém ao ser pago, este coloca no meio do dinheiro um cartão de crédito contendo segredos de operações secretas em computadores, bandidos de uma organização terrorista chamados Rhonda, Cashpot e Rudi Von Kseenbaum resolvem perseguir o rapaz para recuperar o cartão, porém o jovem e uma garota chamada Melinda, com quem se envolve, causam muita confusão deixando os bandidos atordoados.